# Коце Траяновски
Коце Траяновски (на македонска литературна норма: Коце Трајановски) е политик от Северна Македония, от ВМРО-ДПМНЕ, кмет е два мандата, от 2009 до 2017 г. на Скопие. Преди това е кмет на скопската градска община Гази Баба от 2005 до 2009 г.

## Биография
Коце Траяновски е роден през 1956 година в Скопие. Завършва Машинния факултет на Скопския университет през 1980 година. От 1981 до 1996 година работи в МЗТ – Хепос, като ръководител на компютърен център. В периода 1996 – 1998 създава и води собствената фирма за компютърен софтуер за интегрирани информационни системи.
През 1998 година е избран за депутат в Събранието на Република Македония, от спечелилата парламентарните избори ВМРО-ДПМНЕ. През 2002 година повторно е избран за депутат в Събранието на Република Македония в пропорционалната листа на ВМРО-ДПМНЕ.
В рамките на втория си депутатски мандат е координатор на депутатската група на ВМРО-ДПМНЕ в Събранието. На местните избори в Република Македония през 2005 година е избран за кмет на столичната община Гази Баба. На местните избори през 2009 година е кандидат за градоначалник на град Скопие от управляващата в това време ВМРО-ДПМНЕ и печели изборите на балотажа на 5 април 2009 година срещу Тито Петковски.
Избран е за втори мандат кмет на град Скопие на местните избори през 2013 г., където е отново подкрепен от ВМРО-ДПМНЕ и редица по-малки партии стоящи зад ВМРО-ДПМНЕ. На състоялия се кметски балотаж на 7 април 2013 г. Траяновски побеждава кандидата на СДСМ — Яни Макрадули с 61,97% от валидните бюлетини.